# Corantijn
Corantijn (ang. Courantyne; niderl. Corantijn) – rzeka na granicy Gujany i Surinamu, stanowiąca ich naturalną granicę. 

## Opis
Źródła rzeki znajdują się w górach Serra Acarai (w Surinamie) na Wyżynie Gujańskiej. Corantijn przepływa przez obszar tropikalnych lasów deszczowych i uchodzi do Oceanu Atlantyckiego nieopodal miasta Nieuw Nickerie w Surinamie. Całkowita długość rzeki to 700 km. Corantijn stanowi naturalną granicę między Surinamem i Gujaną. 
Corantijn jest żeglowna tylko w dolnym biegu rzeki w pobliżu ujścia, na odcinku ok. 70 km, z uwagi na liczne progi i wodospady, które występują w środkowym i górnym biegu rzeki. Rzeka zasobna w wodę, o dużym potencjale hydroenergetycznym. Powierzchnia jej zlewni wynosi 6600 km². Jej średni przepływ u ujścia to 1572 m³/s.
Wody zamieszkują m.in. przedstawiciele diamentnikowatych, ukośnikowatych, Chilodontidae, piraniowatych, Loricariinae, Hypostominae, Heptapteridae, strumieniakowatych.